# Glasgow Chess Club
Glasgow Chess Club – szkocki klub szachowy z siedzibą w Glasgow, 33-krotny zdobywca Richardson Cup.

## Historia
Rok powstania klubu jest niepewny. Oficjalną datą założenia klubu jest 1840, jednak istnieją dowody, że w Glasgow klub szachowy istniał w 1827 roku albo wcześniej. Klub był jednak wtedy znany pod nazwą „Chess Club”. Z kolei Archibald Neilson na łamach „Falkirk Herald” z 7 czerwca 1922 utrzymywał, że klub istniał przynajmniej w 1810 roku, jednak nie podał źródeł tych informacji. W 1837 roku „Bell's Life in London” wzmiankował, że szachowy klub z Glasgow już nie istnieje, w pierwszej połowie 1840 roku podawał wzmianki o miejscach spotkań członków klubu, 6 wrześniu stwierdził, że w Glasgow nie ma żadnego klubu szachowego, a 20 września informował o dwóch klubach szachowych w Glasgow.
W 1840 roku prezydentem klubu był Archibald Reid. W 1862 roku powstał nowy klub pod nazwą Glasgow Chess Club, a należeli do niego m.in. członkowie dawnego klubu. W 1865 roku odbył się mecz towarzyski między starym a nowym klubem. W 1900 roku klub wygrał drugą edycję Richardson Cup, pokonując w finale Edinburgh Chess Club. Przed zawieszeniem pucharu z powodu I wojny światowej zespół wygrywał go jeszcze osiem razy, w latach 1902–1903, 1905–1907, 1911–1913 i 1915. W okresie międzywojennym Glasgow Chess Club zdobył Richardson Cup w latach 1921–1922, 1926–1927, 1930, 1932–1934, 1936 i 1938. Po II wojnie światowej zespół triumfował w rozgrywkach w latach 1951, 1954–1956, 1960–1961, 1963–1967, 1973 i 1980. Łącznie klub wygrał Richardson Cup 33 razy, co jest rekordem tych rozgrywek.